# رحمت‌آباد ده‌آقائی
رحمت‌آباد ده اقائی، روستایی از توابع بخش یزدان آباد شهرستان زرند در استان کرمان ایران است.

## جمعیت
این روستا در دهستان سیریز قرار دارد و براساس سرشماری مرکز آمار ایران در سال ۱۳۸۵، جمعیت آن ۵۸ نفر (۱۳خانوار) بوده‌است.